# Omphale oriampla
Omphale oriampla är en stekelart som beskrevs av Christer Hansson 1997. Omphale oriampla ingår i släktet Omphale och familjen finglanssteklar. Inga underarter finns listade i Catalogue of Life.